# مدوسا ۱۴۹

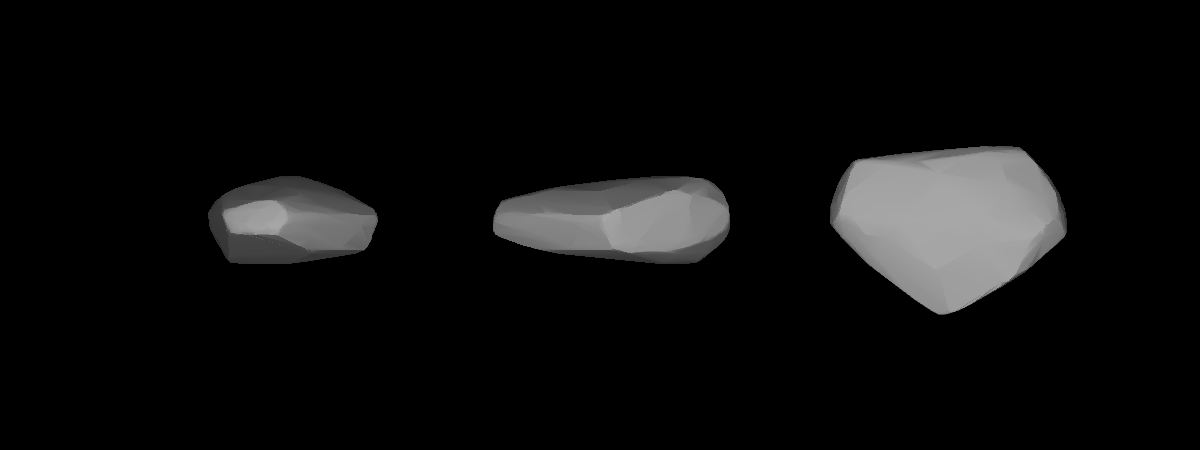
مدل سه بعدی سیارک ۱۴۹ که با استفاده از منحنی نور محاسبه شد.

سیارک ۱۴۹ (به انگلیسی: 149 Medusa) صد و چهل و نهمین سیارک کشف شده‌است که در ۲۱ سپتامبر ۱۸۷۵ کشف شد.
قدر مطلق سیارک برابر ۱۰٫۷۲ است.